# Zabels Zwergmispel
Zabels Zwergmispel (Cotoneaster zabelii) ist ein bis zu 2 Meter hoher Strauch mit leuchtend roten Früchten aus der Gruppe der Kernobstgewächse (Pyrinae). Das natürliche Verbreitungsgebiet der Art liegt in China. Die Art wird häufig als Zierpflanze verwendet.

## Beschreibung
Zabels Zwergmispel ist ein sommergrüner, bis 2 Meter hoher Strauch mit ausgebreiteten bis etwas überhängenden Zweigen. Die Zweige haben eine rötlich braune Rinde, sie sind stielrund, anfangs dicht gelblich behaart und später verkahlend. Die Laubblätter sind in Blattstiel und Blattspreite gegliedert. Der Blattstiel ist 2 bis 4 Millimeter lang und filzig behaart. Die Nebenblätter sind lanzettlich, 2 bis 4 Millimeter lang, flaumig behaart und meist bis zur Fruchtreife verkahlend. Die Blattspreite ist einfach, oval bis eiförmig, 1,5 bis 3 Zentimeter lang und 1 bis 2 Zentimeter breit, mit stumpfer oder selten ausgerandeter Blattspitze und mit gerundeter oder breit keilförmiger Basis. Die Blattoberseite ist stumpfgrün und locker behaart; die Unterseite ist dicht gelb- oder graufilzig behaart.
Die Blütenstände sind 1,5 bis 3 Zentimeter breite, hängende Schirmrispen aus 3 bis 10 oder mehr Blüten mit filzig behaarten Blütenstandsspindeln. Die Tragblätter sind 2 bis 4 Millimeter lang und filzig behaart. Die Blütenstiele sind ebenfalls filzig behaart und 1 bis 3 Millimeter lang. Die Blüten haben Durchmesser von 6 bis 7 Millimeter. Der Blütenbecher ist glockenförmig und außen filzig behaart. Die Kelchblätter sind dreieckig, 1 bis 2 Millimeter lang und 1,5 bis 2,5 Millimeter breit mit stumpfem oder kurz zugespitztem Ende. Die Kronblätter stehen aufrecht, sie sind rosafarben, verkehrt-eiförmig oder rundlich, 2 bis 3 Millimeter im Durchmesser, mit stumpfer Spitze. Die 18 bis 20 Staubblätter sind kürzer als die Kronblätter. Die Spitze des Fruchtknotens ist fein behaart. Die zwei freistehenden Griffel sind etwas kürzer oder gleich lang wie die Staubblätter. Die leuchtend roten, verkehrt-eiförmigen bis eiförmig-rundlichen Früchte haben Durchmesser von 7 bis 8 Millimeter. Je Frucht werden meist zwei Kerne gebildet. 
Zabels Zwergmispel blüht von Mai bis Juni, die Früchte reifen von August bis September.

## Vorkommen und Standortansprüche
Das natürliche Verbreitungsgebiet liegt in den chinesischen Provinzen Gansu, Hebei, Henan, Hubei, Hunan, Jiangxi, Ningxia, Qinghai, Shaanxi, Shandong, Shanxi und in der Inneren Mongolei. Zabels Zwergmispel wächst in Trockenwäldern und Steppen in 800 bis 2500 Metern Höhe auf trockenen bis frischen, schwach sauren bis stark alkalischen, sandigen, sandig-kiesigen oder sandig-lehmigen, nährstoffreichen Böden an sonnigen bis lichtschattigen Standorten. Die Art ist wärmeliebend und meist frosthart.

## Systematik
Zabels Zwergmispel (Cotoneaster zabelii) ist eine Art aus der Gattung der Zwergmispeln (Cotoneaster). Sie wird in der Familie der Rosengewächse (Rosaceae) der Unterfamilie Spiraeoideae, Tribus Pyreae der Untertribus der Kernobstgewächse (Pyrinae) zugeordnet. Die Art wurde 1906 von Camillo Karl Schneider in Illustriertes Handbuch der Laubholzkunde erstmals wissenschaftlich beschrieben. Der Gattungsname Cotoneaster leitet sich vom lateinischen „cotoneum malum“ für die Quitte (Cydonia oblonga) ab. Die Endung „aster“ ist eine Vergröberungsform für Pflanzengruppen, die im Vergleich zu ähnlichen Gruppen als minderwertig betrachtet werden. Das Artepitheton zabelii erinnert an den deutschen Botaniker Hermann Zabel.

## Verwendung
Zabels Zwergmispel wird wegen der auffallenden Früchte häufig als Zierstrauch verwendet.

## Nachweise